# Winamp
Winamp är en mediespelare utvecklad av Nullsoft och var en av de första mediespelarna som kunde hantera och spela upp musikformatet MP3. Winamp utvecklades ursprungligen av Justin Frankel och spelaren kunde inledningsvis endast spela upp MP3-filer. Mediespelaren utvecklades ursprungligen för Windows, den första versionen 1.0 släpptes 1997, men hösten 2010 gav Nullsoft ut den första versionen för Android. Ett år senare kom första utgåvan för macOS.
Programmet stödjer i dagsläget de flesta ljudformat. Mediespelaren finns i flera versioner. Proversionen är avgiftsbelagd, men programmet finns även att ladda ner som freeware (Basic). Winamps källkod är inte öppen.
Ordet AMP i namnet Winamp kommer från den MP3-dekoder som användes i programmets första versioner. AMP står för Advanced Multimedia Products. Denna dekoder används inte längre, och därför tolkas AMP idag till det engelska ordet "amplifier"; förstärkare. Från och med version 5.35 har Winamp stöd för FLAC.